# Schwarze Rossameise
Die Schwarze Rossameise (Camponotus herculeanus) ist eine Ameisenart aus der Gattung der Rossameisen (Camponotus). Sie zählt zu den größten in Mitteleuropa vorkommenden Ameisenarten überhaupt. 
Frühere Autoren haben die drei Arten C. herculeanus, C. ligniperda und C. vagus als Rassen einer Art angesehen. Aussehen und Lebensweise sind sehr ähnlich, jedoch kommt C. vagus nur in warmen Gegenden vor (in Deutschland bisher nur in Hessen, Rheinland-Pfalz und Baden-Württemberg). C. ligniperda bevorzugt die Ebenen mit trockenen Kiefernwäldern auf Sandböden, während C. herculeanus mehr in den Gebirgen mit feuchten Böden und Fichtenwäldern zu finden ist. Verwechslungen der Arten in den Überlappungsgebieten sind vermutlich häufig, da auch für Fachleute die Bestimmung an Einzeltieren oft schwierig ist.

## Merkmale
Die Körperlänge der Arbeiterinnen beträgt 6 bis 14 Millimeter (meist 9 bis 12 Millimeter). Die Beine und Schuppen der Ameise sind dunkelrot, während der Kopf schwarz ist. Die Gaster ist ebenfalls schwarz, häufig jedoch mit einem dunkelroten Fleck um die Einlenkung des Stielchens (Petiolus). Im Vergleich zur Braunschwarzen Rossameise (C. ligniperda) sind die Extremitäten wie die Kiefertaster, die Beine und die Fühler kürzer, wodurch der Körper gedrungener wirkt.

## Verbreitung
Die Schwarze Rossameise ist eine boreo-alpine Art und circumpolar verbreitet. In Europa findet man sie von Lappland bis Südeuropa, wobei sie im Süden nur die Bergregionen besiedelt. Aber auch im zentralen Verbreitungsgebiet ist sie unterhalb von 300 m NN nur lokal vorhanden. Man findet die Art nur in Wäldern, wobei schattige und feuchte Bestände bevorzugt werden, allerdings ist sie in höheren Gebirgslagen auch in offenem Gelände anzutreffen.

## Lebensweise

### Nahrung
Obwohl die Ameise im Holz lebt und dieses mit Gängen durchnagt, wird es nicht als Nahrungsmittel genutzt. Die Aussagen über die Nahrung sind widersprüchlich. Es wird davon ausgegangen, dass diese überwiegend aus Honigtau besteht. Es gibt auch einzelne Beobachtungen, dass Knospen und junge Triebe angenagt und die austretenden Pflanzensäfte aufgenommen werden. Andere Berichte handeln von räuberischem Nahrungserwerb. Hierbei wird die austretende Körperflüssigkeit  nach Anschneiden der Beute-Cuticula aufgenommen und die darin enthaltenen Proteine im Mitteldarm gespalten.

### Nestbau

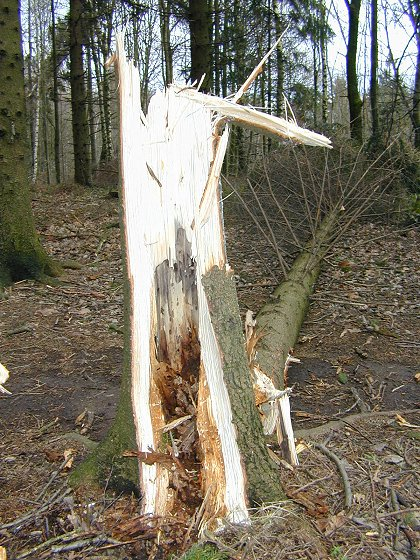
Nest der Rossameise in einem Fichtenstamm (sichtbar geworden nach Windbruch)

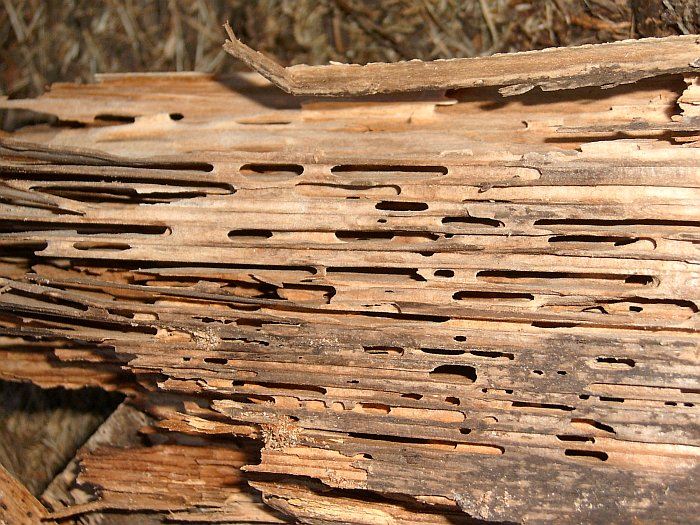
Durch Rossameisen geschädigter Balken

Die Schwarze Rossameise baut ihre Nester überwiegend im Holz gesunder stehender Bäume. Bevorzugt wird die Fichte befallen, gelegentlich auch die Kiefer.
Laubholz wird nur in seltenen Fällen besiedelt. Die Besiedlung geschieht meist nach vorheriger Beschädigung des Stammes, z. B. durch Rückeschäden, aber auch über Wurzeln.
Neben reinen „Holznestern“, die ausschließlich im Holz angelegt werden, gibt es auch häufig sogenannte „Erdnester“, welche sich zumindest teilweise im Erdbereich befinden.
Im Unterschied zu C. ligniperda scheint bei der Schwarzen Rossameise der Holzanteil an den Nestern zu überwiegen und sie reichen im Stamm mit 6 bis 10 m vertikaler Ausdehnung weiter nach oben.
Oft sind mehrere Bäume in das Nest einer Kolonie eingebunden;
Nestareale mit bis zu 30 Bäumen auf 130 m² Fläche sind möglich.
Die Teilnester in den Bäumen stehen durch unterirdische Verbindungsstraßen in Kontakt, welche bevorzugt entlang starker Wurzeln angelegt werden.
Die Nester werden im Kernholz gebaut und das Splintholz wird verschont.
Eventuell im Splintholz angelegte Kammern werden vom Baum verharzt und dadurch unbewohnbar.
Hierdurch bleiben die Wasser- und Nährstoffleitbahnen des Baumes unversehrt und der Baum lebt weiter.
Die regelmäßige charakteristische Struktur der Nester entsteht dadurch, dass in den Jahrringen nur das weiche Frühholz ausgenagt wird und das harte Spätholz als Gerüst zurückbleibt.
Das Nest ähnelt dadurch ineinander stehenden Hohlzylindern, bei denen die dazwischen liegenden Hohlräume als Gänge und Kammern genutzt werden.
Die Eingänge zu den Nestern liegen oft versteckt im Wurzelbereich der Bäume. Manchmal sind sie an den herausgetragenen Holzspänen erkenntlich, häufig aber an Spechteinschlägen. Diese stammen größtenteils vom Schwarzspecht, zu dessen Spezialnahrung die Rossameise gehört. Dieser muss, um an die Ameisen und deren Larven zu gelangen, tiefe Löcher in die Bäume meißeln. Je nach Größe der Nester werden auch mehrere Löcher geschlagen, es wurden schon bis zu 17 Löcher in einem Stamm beobachtet.
Verarbeitetes Holz wird meist nur besiedelt, wenn es mit dem Erdboden in Verbindung steht. Dieses geschieht bei Holzbauten im Gebirge des Öfteren.

#### Durch Nestbau verursachte Schäden
Obwohl die Nistbäume durch die Aktivitäten der Ameisen nicht getötet werden, wird die Schwarze Rossameise in der Forstwirtschaft als Schädling betrachtet. Einerseits entwertet sie das untere wertvolle Stammende und andererseits macht sie die Bäume anfälliger gegenüber Windbruch. Die Anzahl der befallenen Stämme in einem Bestand dürften in der Regel nur wenige Prozent betragen, Einzelmeldungen von 20 % Befall in einem 82-jährigen Fichtenbestand sind die Ausnahme. Eine Bekämpfung findet im Allgemeinen jedoch nicht statt, da der Schadumfang in den meisten Fällen als tolerierbar betrachtet wird.
Manchmal besiedelt die Ameise jedoch auch verbautes Holz. Insbesondere Jagdhütten und Blockhäuser im Walde sind durch sie gefährdet. In diesen Fällen wird eine Bekämpfung notwendig.

### Vermehrung und Koloniebildung

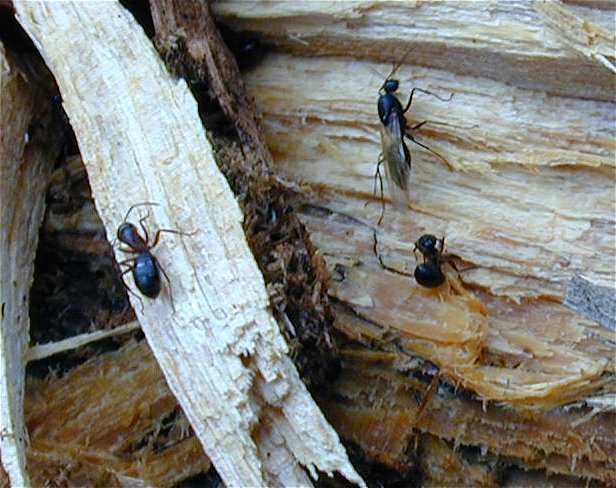
Männchen (geflügelt) überwintern im Nest

Der Hochzeitsflug der Schwarzen Rossameise findet Mai bis Juni statt. Je Nest kann mit 2 bis 5 Hauptschwärmen gerechnet werden, die 130 bis 70 Minuten vor Sonnenuntergang bei einer Außentemperatur von 20 bis 26 °C beginnen. Die Männchen beginnen mit dem Schwärmen. Durch Abgabe eines Mandibulardrüsensekrets wird der anschließende Abflug der Weibchen stimuliert. Die Kopulation erfolgt in den Baumkronen. Nach erfolgreicher Begattung werfen die Weibchen ihre Flügel ab und suchen ein Versteck auf (oft unter Steinen) und beginnen mit der Eiablage.